# 艾蕾諾拉·貢扎加-尼維爾
艾蕾諾拉·貢扎加-尼維爾（義大利語：Eleonora Gonzaga-Nevers，1630年11月18日—1686年12月6日），神聖羅馬皇后，1651年至1657年在位。

## 家庭
1651年，艾蕾諾拉與神聖羅馬皇帝斐迪南三世結婚，兩人共有兩個女兒：
1. 艾蕾諾爾·瑪麗亞·約瑟法（1653年—1697年），先後成為波蘭王后、洛林公爵夫人
2. 瑪麗亞·安娜·約瑟法（1654年—1689年），普法爾茨選侯約翰·威廉即位前的妻子